# الدوري الكويتي 1989–90
أقيمت بطولة الدوري الكويتي التاسعة والعشرون في موسم 1989/1990، وقد أقيمت البطولة بنظام الذهاب والإياب ومباراة في ملعب محايد، وقد شهدت هذه البطولة أكبر المفاجآت في تاريخ الدوري الكويتي، حيث فاز نادي الجهراء بلقب الدوري للمرة الأولى في تاريخه، وهي أكبر مفاجأة تحدث منذ فوز نادي الفحيحيل في لقب كأس الأمير 1985/1986.

## ترتيب الفرق
- 1- نادي الجهراء 29 نقطة
- 2- نادي العربي الكويتي 27 نقطة
- 3- نادي كاظمة 24 نقطة
- 4- نادي الكويت 22 نقطة
- 5- نادي السالمية 21 نقطة
- 6- نادي القادسية الكويتي 20 نقطة
- 7- نادي اليرموك 14 نقطة
- 8- نادي النصر الكويتي 11 نقطة

## أرقام من البطولة
- أكثر الفرق تسجيلا للأهداف هو نادي العربي الكويتي برصيد 27 هدف.
- أقل الفرق تسجيلا للأهداف هو نادي النصر الكويتي برصيد 13 هدف.
- أقل الفرق استقبالا للأهداف هو نادي الجهراء برصيد 8 أهداف.
- أكثر الفرق استقبالا للأهداف هو نادي النصر الكويتي برصيد 33 هدف.
- أكثر الفرق تحقيقا للفوز هو نادي الجهراء ب11 فوز.
- أقل الفرق تحقيقا للفوز هو نادي النصر الكويتي برصيد فوزين.
- أقل الفرق تعرضا للخسارة هو نادي الجهراء بثلاثة هزائم.
- أكثر الفرق تعرضا للهزائم هو نادي النصر الكويتي برصيد 12 هزيمة.
- أكثر الفرق تحقيقا للتعادلات هو نادي الكويت برصيد 10 تعادلات.
- أقل الفرق تحقيقا للتعادلات هو نادي القادسية الكويتي برصيد 6 تعادلات.